# Maximiliano Velasco
Maximiliano Alejandro Velasco (Villa María, 19 giugno 1990) è un ex calciatore argentino, di ruolo attaccante.

## Carriera
Ha giocato nella massima serie dei campionati argentino, peruviano, maltese e boliviano.